# Pierre de La Primaudaye
Pierre de La Primaudaye, seigneur de La Barrée, né en 1546 et mort en 1619, membre d'une nombreuse famille d'Angevins protestants, est un homme de lettres français.
On sait peu de choses de son enfance, sinon qu'elle fut endeuillée par la mort d'un frère décapité pour avoir abattu un gentilhomme. Il était, en 1580, gentilhomme de la chambre de Monsieur, et a laissé plusieurs ouvrages qui ne méritent pas l'oubli dans lequel ils sont tombés. Le plus notable, dont la première partie parut en 1577, est l'Académie française, où sont résumées toutes les connaissances philosophiques et physiologiques de son temps.
La Primaudaye fit ensuite un travail analogue sur les matières religieuses dans La Philosophie chrétienne de l'Académie française, ouvrage paru en 1598 et signé « De la Primaudaye, conseiller et maître d'hôtel du roi ».
Cet écrivain était une sorte de Montaigne non sceptique mais pieux. Voici un passage de la Suite de l'Académie française, extrait de l'édition de 1591 : 

« Qu'amour est désir de beauté, et que la beauté tire l'amour c'est chose que les plus ignorants ont bien connue. Même quelques doctes païens ont enseigné que ce qui avoit induit Dieu de créer le monde, mais aussi à le créer beau, et de si belle forme en toutes ses parties, avait été amour. Aussi le nom duquel il est nommé rend témoignage de sa beauté. Car monde signifie autrement comme qui diroît ornement beau, et bien orné. Puis donc que Dieu l'a créé et formé par amour, il n'y a point de doute qu'amour ne soit répandue par tout le monde et qu'elle ne soit toujours attirée par la beauté, afin qu'elle soit conforme et semblable à la fontaine dont elle est sortie. D'autre part, toute beauté est comme un ray de cette beauté infinie et divine qui est en Dieu... Et l'amour qui a induit Dieu tout-puissant à la création de toutes choses est procédée de la bonté d'icelui. »

Son influence dans l'Europe humaniste de la Renaissance n'est pas négligeable et, au même titre que les rééditions de Plutarque, son Académie française aurait été une source d'inspiration pour Shakespeare.

## Publications
- Académie française, divisée en dix-huit journées [traitant] de l'institution des mœurs, et de ce qui concerne le bien et heureusement vivre en tous états et conditions, par les préceptes de la doctrine et les exemples de la vie des anciens sages et hommes illustres (1577) Texte en ligne
- Suite de l'Académie françoise, en laquelle il est traicté de l'homme et comme par une histoire naturelle du corps et de l'âme (1580)
- Troisième tome de l'Académie françoise (1588) Texte en ligne
- La Philosophie chrestienne de l'Academie françoise. Des vrais & seuls moyens de la vie bien-heureuse (1598) Texte en ligne
- Quatrains du vray heur (1589) Texte en ligne
- Les Vrayes consolations et sainctes prières de l'âme fidèle (1604)
- Les Quatrains du Président Favre, auxquels ont este adjoustez 100 quatrains consolatoires du Sr de La Primaudaye (1609)
- Advis sur la nécessité et forme d'un S. Concile pour l'union des Églises chrestiennes en la foy catholique (1611)